# Marcos Aurelio Sorato Zapelini
Marcos Aurelio Sorato Zapelini, mais conhecido como Marcos Sorato ou Pipoca (Criciúma, 5 de novembro de 1970), é um ex-jogador e atual treinador de futsal. Atualmente treina a equipe do Zhuhai Ming Shi, da China. 

## Carreira

### Como jogador
Sorato atuava como pivô e jogou a maior parte de sua carreira na Espanha, onde foi três vezes campeão da  Liga Espanhola de Futsal, eleito duas vezes o melhor pivô do campeonato e foi artilheiro da competição uma vez. Na Espanha, jogou pelo  Caja Toledo, Playas de Castellón, Miro Martorell e Caja Segovia.  
No Brasil, jogou no Tigre, no Votorantim e no Ulbra - por este último, foi campeão da Liga Futsal em 1998. Parou de jogar em 2003.

### Como técnico
Após se aposentar como jogador, Sorato iniciou a carreira de treinador e ficou mais duas temporadas na Espanha, onde treinou o Playas de Castellón junto com o técnico PC de Oliveira. Em 2005, PC assumiu como técnico da Seleção Brasileira de Futsal e convidou Sorato para ser o auxiliar-técnico da equipe. Como auxiliar, foi campeão da Copa do Mundo de Futsal de 2008, entre outros títulos. Também foi auxiliar da Seleção Brasileira de Futsal Sub-20 e da Seleção Brasileira Feminina de Futsal, tendo conquistado títulos em ambas.
Em 2009, após a saída do técnico PC de Oliveira, Marcos Sorato é escolhido pela CBFS para assumir como técnico da Seleção Brasileira de Futsal. Como técnico da seleção, conquistou vários títulos, mas também teve momentos difíceis. A derrota para a Espanha no Grand Prix de Futsal de 2010 e para o Paraguai em casa nas Eliminatórias do Mundial de 2012 fizeram com que Sorato recebesse críticas e ficasse ameaçado de perder o cargo, mas o então presidente da CBFS, Aécio de Borba, confiou nele e o manteve como técnico. A consagração de Pipoca veio em 2012, quando foi campeão da Copa do Mundo de Futsal de 2012, disputada na Tailândia. Curiosamente, a final do torneio foi contra a Espanha, onde jogara quase toda a sua carreira de jogador. O Brasil venceu por 3 a 2, com um gol no final da prorrogação. 
Em janeiro de 2013, Marcos Sorato deixou a Seleção Brasileira de Futsal por não concordar com a demissão de dois membros da comissão técnica pela CBFS. Depois foi para o Milan, participar de um projeto de futsal na base do clube.  Em junho do mesmo ano, Pipoca se tornou técnico do Tyuman, da Rússia.  Apesar de ter obtido bom desempenho com a equipe, pediu demissão após um ano. O motivo foi que o clube decidiu ter apenas jogadores e treinadores russos na equipe, sem nenhum estrangeiro.  Em seguida, assumiu como treinador do Al Wahda, dos Emirados Árabes Unidos. 
Após um ano, também deixou a equipe. Em fevereiro de 2016, assumiu como técnico do Al Ahli Club, dos Emirados Árabes Unidos. Durante a Copa do Mundo de Futsal de 2016, realizada na Colômbia, foi novamente coordenador técnico da seleção brasileira de futsal.  Em fevereiro de 2017, deixou de ser técnico do Al Ahli Club. 
Em agosto de 2017, passou a trabalhar na Associação de Futebol dos Emirados Árabes Unidos. E em janeiro de 2018, se tornou técnico do Zhuhai Ming Shi, da China. Pipoca segue trabalhando nessas duas funções até hoje. 